# Henri-Corneille Agrippa de Nettesheim
Pour les articles homonymes, voir Agrippa.

Henri-Corneille Agrippa de Nettesheim (14 septembre 1486 - 18 février 1535), dit Cornelius Agrippa ou encore Agrippa de Nettesheim, est considéré comme un savant ésotériste, représentatif d'une conception sceptique de la magie : la « magie naturelle ». Sa philosophie serait plus proche d'une théosophie chrétienne.

## Contexte
À la Renaissance, plusieurs courants universitaires cherchent à se dégager de la scolastique médiévale et de l'aristotélisme, dont le courant du néoplatonisme florentin (néoplatonisme médicéen) représenté par Marsile Ficin et Pic de la Mirandole, et des courants de l'hermétisme, plus éclectiques, combinant diverses traditions grecque, hébraïque... représentés notamment par   Giordano Bruno et Cornelius Agrippa.
Philosophes et mages universitaires utilisent les mêmes concepts, dans les mêmes termes, avec le même vocabulaire jusqu'au XVIIe siècle, période où l'occultisme est peu à peu rejeté du cadre universitaire, sous l'influence de penseurs tels que Francis Bacon (1561-1626) ou John Locke (1632-1704).

## Biographie

### Origine et formation
« Le véritable nom de sa famille est Cornelis ; il y joignit Agrippa, tiré de l'ancien nom de Cologne (Colonia Agrippina), son lieu de naissance, et y ajouta ab Nettesheim, ce qui donne en latin, avec le nom de baptême, Henricus Cornelius Agrippa ab Nettesheim. En français il fut appelé tantôt Cornille Agrippa, tantôt Corneille Agrippa, ou C. Agrippe. »
On connaît sa vie grâce à ses lettres, à des témoignages, et à la biographie de Charles Nauert.
Il naît à Cologne, le 14 septembre 1486. Il fait des études en lettres (1502), sans doute médecine, droit, théologie : il est « docteur ès-lettres et docteur en médecine de Cologne-sur-le-Rhin ». Il voyage ensuite dans toute l'Europe (France, Espagne, Angleterre, Allemagne, Italie, et Suisse) en tant que soldat, médecin et enseignant.

### Voyages et publications
Il se lance dans une expédition militaire en Espagne en 1508, au service de Ferdinand II d'Aragon, il se sert d'explosifs.

En l'honneur de Marguerite de Bourgogne, il rédige un traité en latin intitulé De la noblesse et préexcellence du sexe féminin (écrit en 1509 mais publié en 1529 à Anvers). Cet ouvrage se caractérise par « un enthousiasme mystique pour la féminité, une féminité nullement éthérée, mais incarnée dans un corps mystérieux et attirant ». À titre d'exemple, il fournit cet argument tiré de la Genèse qu'il récrit à sa façon : 

« Dieu se complut dans la création de la femme. Il y épuisa tout son savoir et toute sa puissance. Il lui fut impossible de rien imaginer de plus parfait. Il fut étonné lui-même de la beauté de la femme ; il admira ses charmes, et s’unit à elle. »

Il fonde à Avignon et Paris une association d'amis, dont Charles de Bovelles et Jacques Lefèvre d'Étaples, qui pratiquent l'alchimie. En 1509, il enseigne à Dole la kabbale chrétienne de Johannes Reuchlin, ce qui le fait accuser d'hérésie. En Angleterre, il fréquente les grands savants humanistes, dont John Colet.
En Allemagne, il rend visite au fameux abbé ésotériste Johannes Trithemius, auquel il montre sa première version De la philosophie occulte (1510), qui ne comprend alors pas l'influence de la kabbale de Reuchlin. Il entre au service de l'empereur Maximilien Ier, un Habsbourg, comme militaire (1511), pour escorter des cargaisons d'or et attaquer Venise. Il donne des conférences sur le très ésotérique Poimandrès du Corpus Hermeticum, à Pavie.
En 1518 le voici conseiller municipal et avocat à Metz, ville libre d'Empire ; il se lie avec le fils d'un notaire de Metz, l'humaniste Claudius Cantiuncula, alors étudiant à Bâle, qui le tient informé du débat de Luther et de Jean Eck et lui envoie le Compendium d'Érasme et les thèses de Martin Luther. Il défend une femme accusée de sorcellerie en avançant l'excuse de la sénilité ; par cet engagement, il suscite la colère de l'évêché, alors sous un régime d'intransigeance religieuse, et doit fuir le Pays messin. En Suisse, à Genève (1521), Berne, Fribourg (1523), il exerce comme médecin (1522) et publie des calendriers astrologiques (1523).
Il vient, en 1524, se fixer à Lyon comme médecin, appelé par Marguerite de Valois-Angoulême, sœur de François Ier. Il est nommé peu après médecin personnel (et donc astrologue) de Louise de Savoie, mère de François Ier. Il perd son poste en refusant d'établir l'horoscope de François Ier, pratique qu'il juge superstitieuse.

### Derniers travaux
En 1526, il rédige un fort volume intitulé De l'incertitude et vanité des sciences. Le voici fidéiste, hostile à la magie, mais son scepticisme le fera condamner par la faculté de théologie de Louvain et par la Sorbonne (1531). Il part à Anvers (1528), il combat la peste. Il devient archiviste-historiographe au service de la princesse Marguerite d'Autriche (1480–1530), gouvernante des Pays-Bas.
Il se marie pour la troisième fois. Il semble avoir de plus en plus d'attirance pour le luthéranisme. Le prince électeur et archevêque de Cologne, Hermann von Wied, le protège quelque temps. Rentré en France, il est mis en prison pour avoir écrit contre Louise de Savoie, qui ne le payait pas. Il meurt, peu de temps après avoir recouvré sa liberté, à l'hôpital de Grenoble, le 18 février 1535.
Il parlait huit langues (allemand, français, italien, espagnol, anglais, latin, grec, hébreu). Il maîtrisait au moins autant de disciplines : astrologie, magie, lettres classiques, médecine, droit, théologie, philosophie, science de la guerre, science des explosifs, kabbale chrétienne, exégèse, diplomatie, cryptographie, espionnage, enseignement. Un vrai génie de la Renaissance, comme Léonard de Vinci, Pic de la Mirandole, Jérôme Cardan, etc.
Il fut inquiété pour sorcellerie à cause d'un grand chien noir qui l'accompagna une grande partie de sa vie.

## Philosophie
Agrippa a au moins quatre facettes, pas forcément conciliables, celle d'un féministe, celle d'un mage, celle d'un alchimiste, celle d'un sceptique, sans parler de ses fonctions de médecin, d'historiographe, de conseiller, de ses activités de milicien, d'astrologue, de pédagogue.

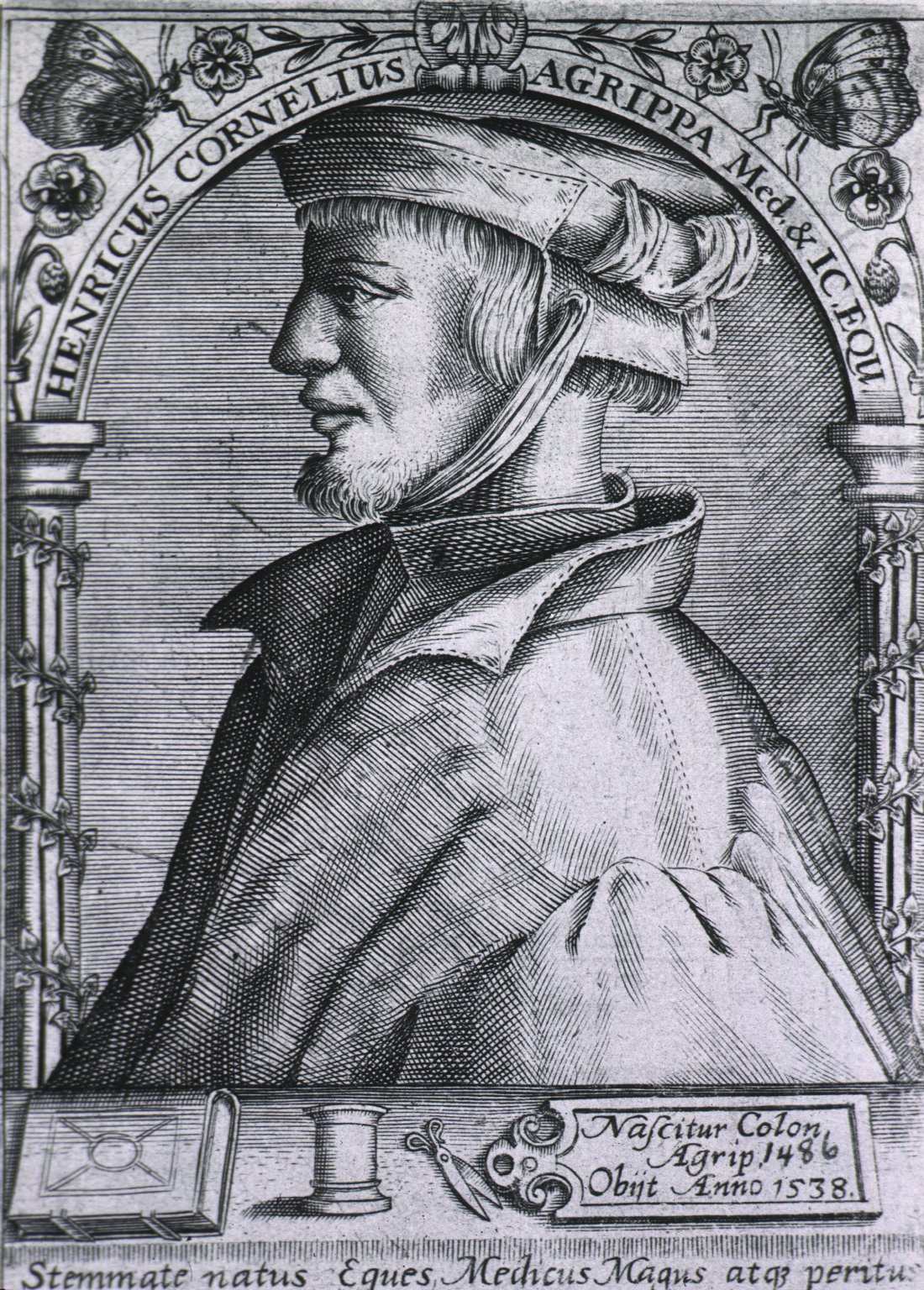

- Facette de féministe (1509). Dans De la noblesse et préexcellence du sexe féminin, Agrippa rappelle que Ève est née au Paradis et que la femme joue un grand rôle dans la génération (ce que niait Aristote[13]). Il fait l'éloge des femmes de la Bible : Marie est meilleure que le meilleur des hommes, et la pire des femmes l'emporte sur Judas. Il s'attaque à l'image mortifère du sang menstruel, considéré en son temps comme un poison, pour en montrer les bienfaits (il apaise les tempêtes et éloigne les démons)[14], par éloge paradoxal.
- Facette de mage (1510, première version de De Occulta Philosophia). Agrippa a une grande célébrité et influence comme ésotériste ou occultiste ou mage. En réalité, il reste théorique, et il est peu original, il prend beaucoup au kabbaliste Johannes Reuchlin (De Verbo mirifico, 1494 ; De Arte Cabalistica, 1517)[15], à l'hermétiste et néo-platonicien Marsile Ficin (De Vita), au Picatrix, au kabbaliste François-Georges de Venise (De Harmonia Mundi). Il annonce la magie énochienne de la 2e moitié du XVIe siècle.
- Facette d'alchimiste. Si Agrippa affirme dans son De occulta philosophia (I, xiv) avoir su faire de l'or, il n'y traite pour ainsi dire pas d'alchimie et n'a jamais publié de traité sur ce sujet. Cependant on lui a récemment attribué un traité anonyme que les alchimistes de la Renaissance avaient attribué à tort à Marsile Ficin, le De Arte Chimica imprimé en 1572 par Perna dans le recueil Auriferæ artis, quam chemiam vocant, antiquissimi authores, sive turba philosophorum[16]

- Facette de sceptique (1526). Cette fois, dans son Sur l'incertitude, vanité et abus des sciences, le savant Agrippa prend beaucoup au neveu de Jean Pic de la Mirandole, Jean-François, auteur d'un Examen vanitatis, à Nicolas de Cuse (De docta ignorantia). Par fidéisme et quiétisme, Agrippa n'admet que la révélation. Il ne croit plus en la puissance de la raison humaine[6],[17]. Plus fort, il déclare qu'il y a des erreurs dans la Bible[18], il attaque les moines, trouve les papes méchants. Le livre est mis à l'Index en 1550.

### De Occulta Philosophia

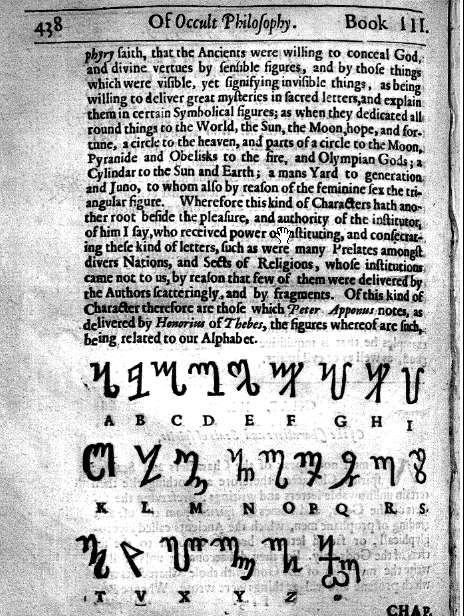
Créé par le verbe de Dieu, le monde est de structure alphabétique : la nature est un livre ou un langage que l'on peut déchiffrer. De Occultia Philosophia, édition anglaise de 1538.

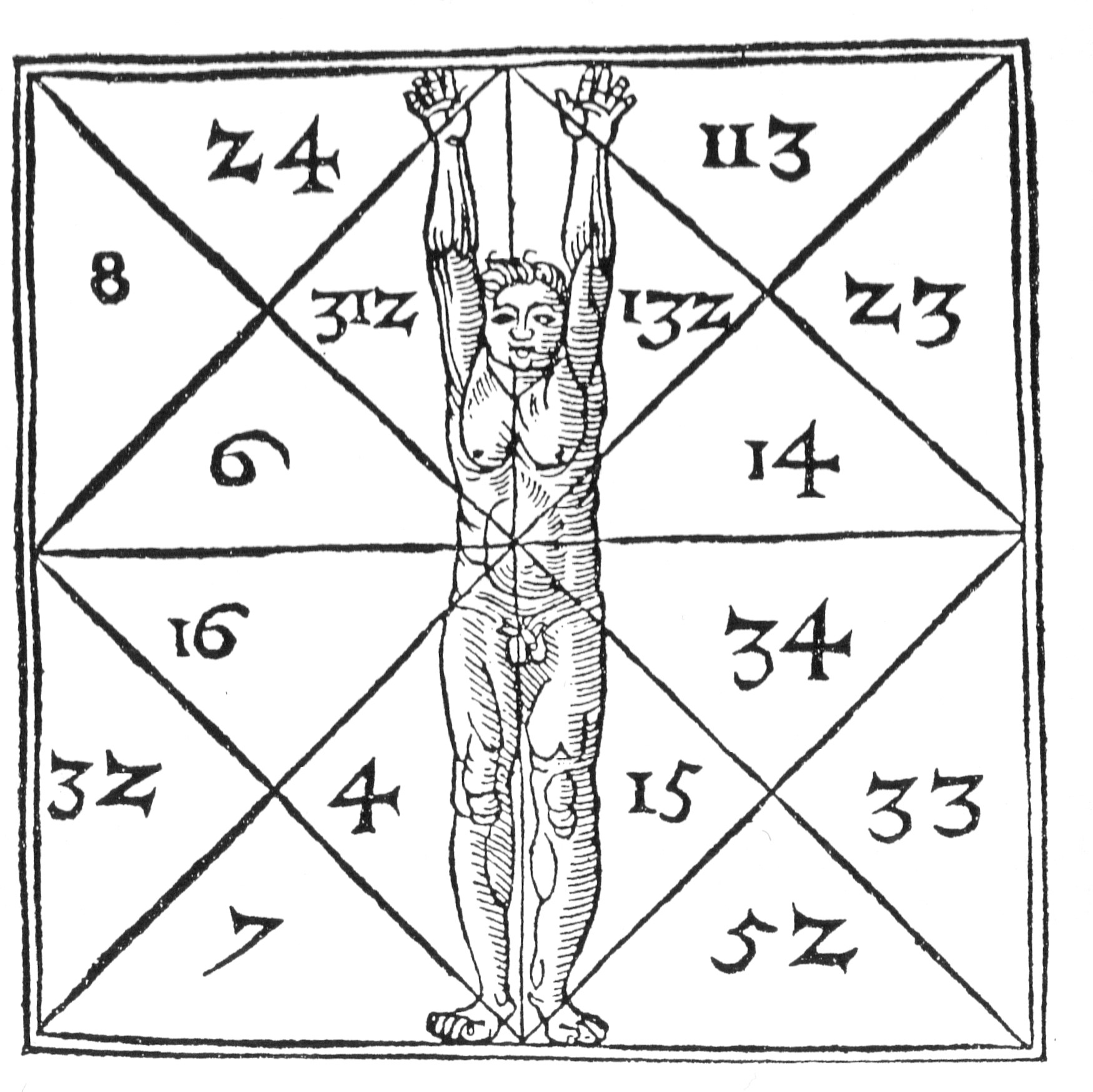
Les nombres secrets des proportions de l'homme, De Occulta Philosophia, 1533.

Cet ouvrage, rédigé en 1510 mais publié entre 1531 et 1533, est divisé en trois livres portant respectivement sur le monde élémentaire, le monde céleste et le monde intellectuel. Cataloguant les parties de l'âme et du corps, ainsi que les animaux et les plantes, Agrippa examine les influences qui peuvent rendre malade ou guérir et il fournit une pléthore de remèdes possibles, dont certaines proviennent de sources écrites, telle l'Histoire naturelle de Pline l'Ancien, et d'autres de traditions orales. À titre d'exemple, « les personnes affectées d'une toux tenace sont invités à cracher dans la bouche d'une grenouille verte puis à la laisser s'échapper. On dit que celui qui place la langue d'un chien dans sa chaussure ne se fera pas aboyer par les chiens, surtout si on y ajoute une herbe du même nom, la cynoglosse. »
S'inspirant de Reuchlin, Agrippa est partisan d'une philologie mystique affirmant la valeur magique de l'hébreu biblique considéré comme le langage du paradis terrestre originel, le Jardin d'Éden. Les lettres de l'alphabet hébreu représentent la structure de l'univers. Par le réarrangement du langage et des mots, il est possible de manipuler les réalités du monde : à l'instar de la puissance des mots de l'orateur sur ceux qui l'écoutent, il doit être possible, par l'hébreu, d'influencer toute chose y compris les objets inanimés.
On trouve dans cet ouvrage nombre de « carrés magiques », à l'aide desquels il est possible de se placer sous l'influence d'une planète bienveillante comme Jupiter : « Si ce carré magique est gravé sur un plat d'argent alors que Jupiter est en ascendant, il engendre profit et richesse, grâce et amour, paix et concorde entre les hommes. » Agrippa propose aussi des « sceaux planétaires » qui capteraient magiquement la vertu des planètes correspondantes, et de nombreux tableaux de correspondances. Son principe métaphysique de base est néoplatonicien : « chaque monde inférieur est gouverné par un monde supérieur et reçoit l'influence de ses forces » ; en termes hermétiques, « tout ce qui est en bas est comme ce qui est en haut » (La Table d'émeraude).
Pour Agrippa il existe trois sortes de mondes : l'élémentaire ou monde terrestre qui est celui de la médecine et de la physique ou magie naturelle, le monde céleste régi par l'astrologie et l'arithmologie, le monde intellectuel régi par la magie des démons ou des anges ou théurgie. Ces trois mondes sont liés entre eux, chaque inférieur étant gouverné par son supérieur et recevant ses influences. Ainsi, le plantain, qui appartient au monde élémentaire, reçoit ses vertus occultes de Mars, qui appartient au monde céleste, et soigne donc la tête.
La Magie produit ses effets merveilleux par l'union et l'application qu'elle fait des différentes vertus des êtres supérieurs avec celles des inférieurs.
D'autre part, la nature est vivante et imprégnée de la vie et de l'esprit du monde, elle est organisée selon l'analogie et les correspondances : « les os ont du rapport avec la Terre, la chair avec l'Air, l'esprit vital avec le Feu, et les humeurs avec l'Eau ». Les lois de la magie selon l'anthropologue James Frazer (1854-1941) se retrouvent chez Agrippa :  similarité (« les animaux stériles causent la stérilité »), contact (« un drap qui a servi à des funérailles en prend quelque qualité saturnale et de tristesse »), et contrariété (« le Feu est contraire à l'Eau »).
Agrippa distingue une hiérarchisation décroissante des âmes dans le corps humain : l'intellect qui est l'âme du monde et des astres et qui correspond à l'âme immortelle d'origine divine, la raison ou âme raisonnable propre à la vie de l'homme, et l'âme sensitive (qui anime la matière corporelle).
Le corps de l'Homme, à l'image de Dieu, est parfait : il est littéralement la mesure de toutes choses par sa beauté, harmonie et proportions.

### De Incertitudine et Vanitate scientiarum atque artium
ou Sur l'incertitude, vanité et abus des sciences. Volte-face ? Agrippa passe de l'ésotérisme au scepticisme. Il avoue « Quand je n'étais encore qu'un adolescent [24 ans : 1510], je rédigeai dans un assez gros volume trois livres consacrés aux choses magiques, que j'appelai le De occulta philosophia. Tout ce qui s'y trouve était erroné, du fait de ma curiosité juvénile. » On constate, on ne sait guère expliquer.

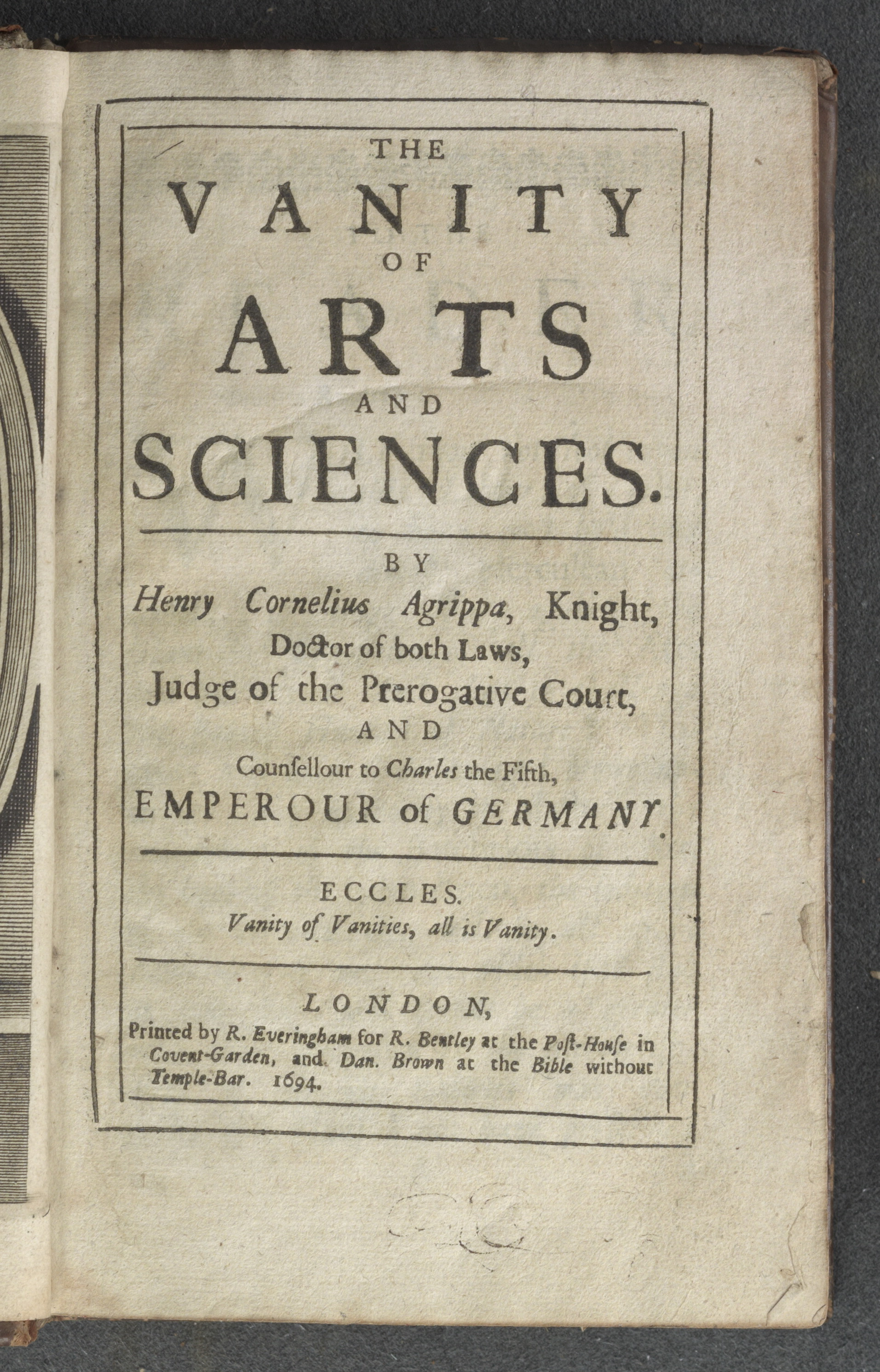
De incertitudine, édition anglaise de 1694.

Cependant sept ans plus tard, il publie une nouvelle édition élargie de De occulta philosophia (Cologne, 1533) auquel il ajoute un appendice intitulé Censura sive rectractio (Censure ou rétractation) reprenant les chapitres sur la magie de De incertitudine.
Agrippa nomme les fondateurs de la magie et les dénonce comme impies ou plus ou moins légendaires comme Zoroastre, Hermès Trimégiste ou les Cyranides. Il les distingue des figures historiques de l'histoire de la philosophie comme les néoplatoniciens Jamblique, Proclus et Synesius, l'arabe Al Kindi, les chrétiens médiévaux comme Albert le Grand, Roger Bacon et Raymond Lulle.
L'enthousiasme du jeune Agrippa pour les savoirs occultes s'est quelque peu refroidi, plus âgé il ne croit plus à la démonologie, à la magie cérémonielle comme à la magie céleste, mais il considère toujours que « la magie est naturelle », qu'elle représente le plus haut point de la philosophie naturelle, qu'elle est un art et une technique.

Il propose une « définition sceptique de la magie », la magie naturelle opposée à la sorcellerie et à la théurgie. La magie opère un lien entre les entités inférieures et supérieures, il existe bien un pouvoir caché des étoiles « celui qui professe la magie sans l'astrologie ne peut rien accomplir », mais cela n'a rien à voir avec l'astrologie judiciaire (jugement de Dieu par les astres),. Son scepticisme envers l'astrologie relève plus d'une incertitude et de confiance en Dieu (fidéisme, quiétisme...) que d'une critique de fond. Agrippa doute de l'astrologie, mais sans jamais l'abandonner, dans une de ses lettres de 1526 il écrit:
« Si la vie et le sort du genre humain provient des étoiles, pourquoi nous en soucier ? Pourquoi ne pas laisser ces choses à Dieu et aux Cieux, puisqu'ils ne peuvent ni s'égarer, ni faire le mal. »
De même, dans De incertitudine :
« [l'astrologie judiciaire] ôte la foi de la religion, anéantissant les miracles, ôtant la Providence et enseignant que toutes choses dépendent de la force et vertu des étoiles, et adviennent par nécessité fatale et inévitable (...) elle favorise les vices, en tant qu'elle les excuse comme descendant du Ciel en nous... »

## Points de vue

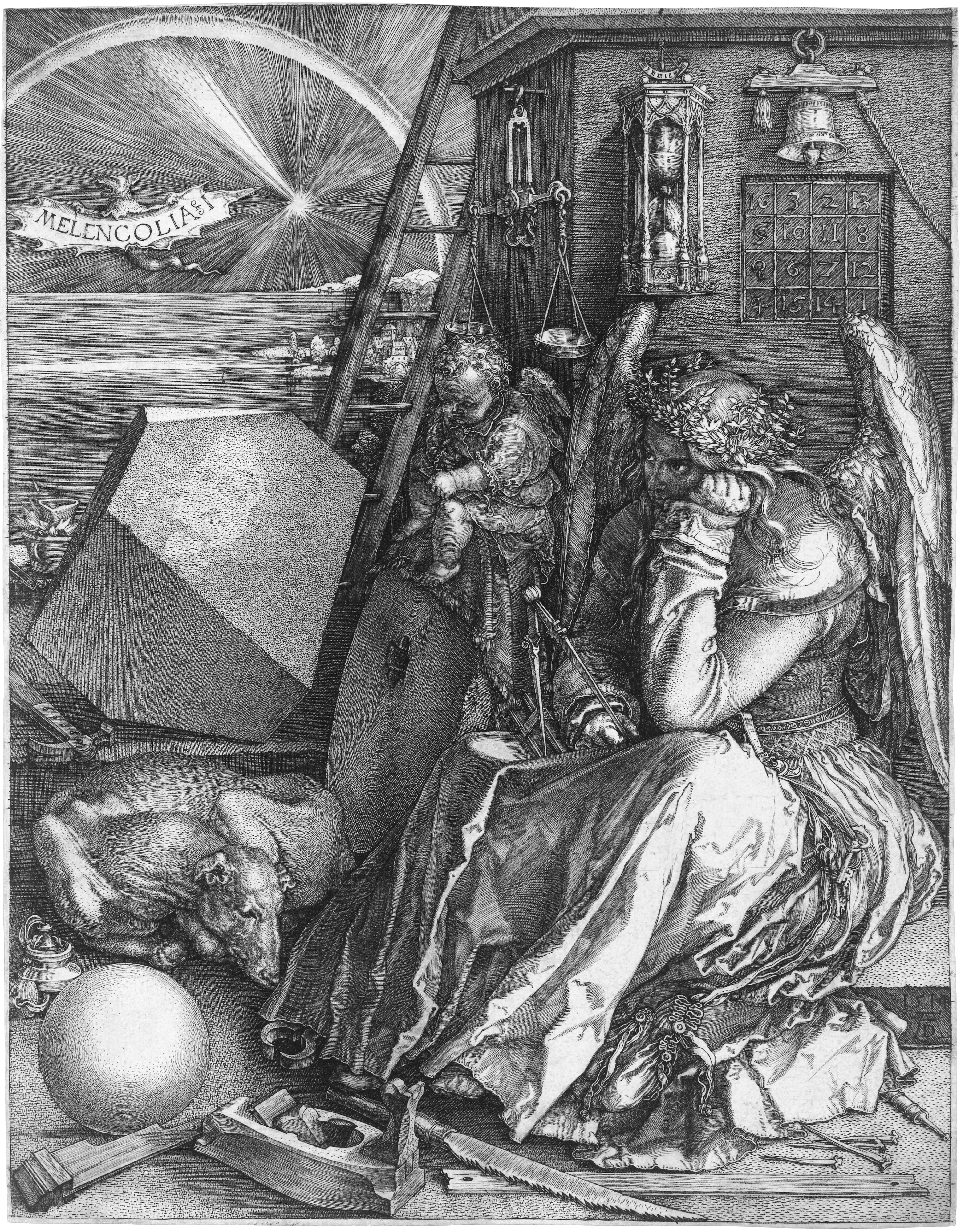
Melencolia I de Dürer (1514). Sur le mur en arrière du personnage est dessiné un carré magique probablement inspiré par des sources antérieures à l'ouvrage d'Agrippa selon Grafton.

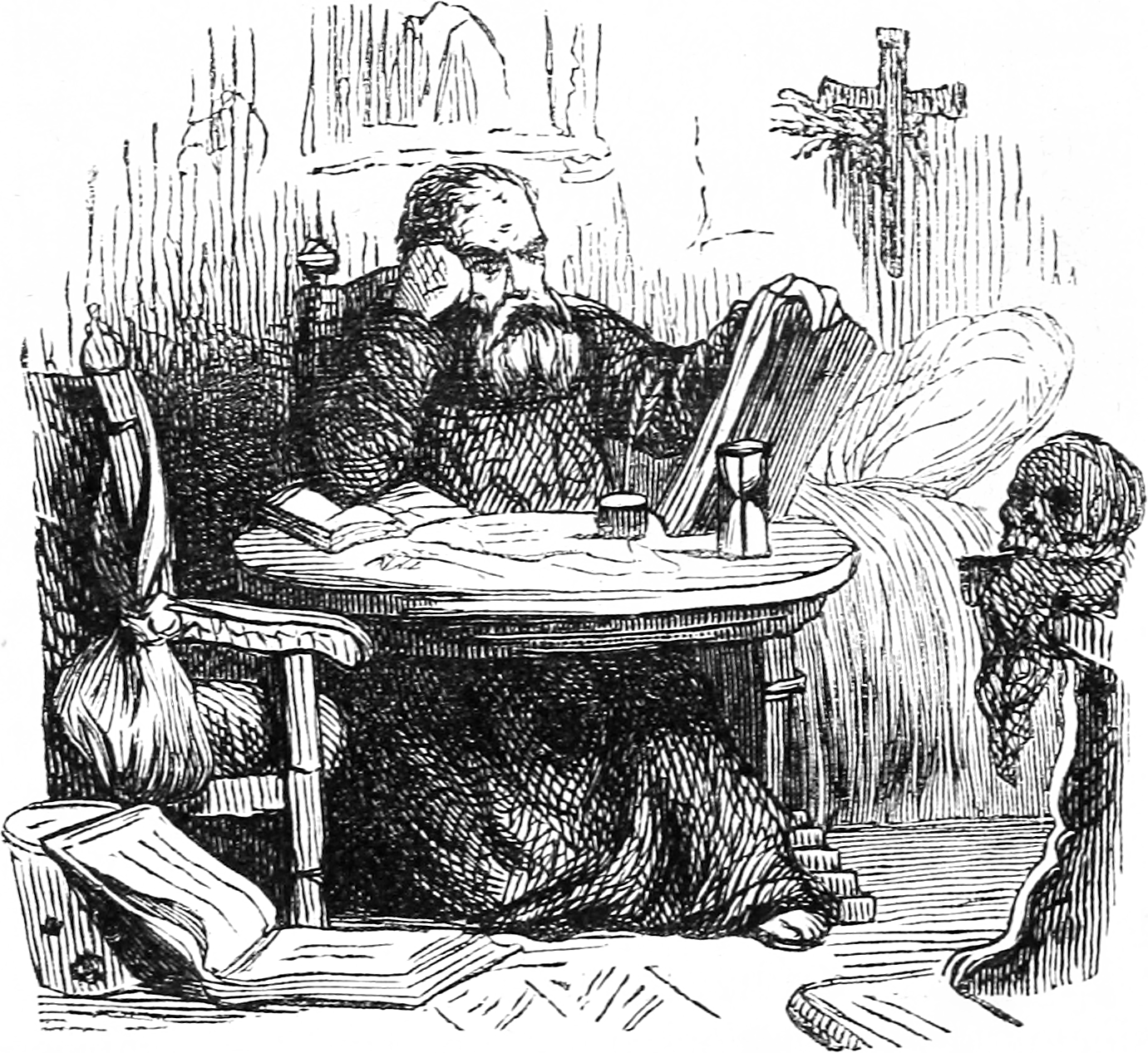
Illustration de l'article Agrippa du Dictionnaire infernal (1865) de Jacques Collin de Plancy (1791-1885).

Selon l'historien Ian Maclean, les textes occultes prétendent faire connaître les secrets de l'univers aux non-initiés, mais en même temps ils cherchent à protéger ces mêmes secrets aux yeux du vulgaire (on ne jette pas de perles aux pourceaux). La connaissance est inséparable de la morale, venant de Dieu, elle n'est véritablement accessible qu'à une élite de sagesse et de vertu.
Le discours occulte mêle donc le Bon Grain et l'Ivraie pour révéler/cacher ce qui ne doit être connu que du lecteur méritant par intuition ou illumination. Ainsi l'aveu d'Agrippa :« je dois avouer que mon livre contient beaucoup d'astuces éblouissantes mais inutiles, en plus de ma magie ». Cette posture rhétorique garantit la  survie du genre par la promesse toujours différée d'explications claires, que le lecteur doit deviner par lui-même, mais qui ne peuvent être vérifiées ou validées.
Les œuvres majeures d'Agrippa mettent les historiens dans l'embarras : les uns font d'Agrippa un mage de la Renaissance  (De occulta philosophia) qui pille les auteurs anciens et modernes (néoplatoniciens, hermétistes...), d'autres en font un sceptique d'une nouvelle magie (De incertitudine) caractéristique d'une Renaissance non coupée du Moyen Âge.
Dans la première moitié du XXe siècle, les historiens des sciences écartent la magie et les sciences occultes comme objets d'études. Dans une vision triomphaliste des sciences, ils construisent une histoire de la science moderne qui se forge contre la scolastique médiévale et contre la tradition occulte de la Renaissance. La mentalité occulte est plutôt étudiée par les historiens de la philosophie et les historiens de l'art.
À partir des années 1950-1960, un courant d'historiens représenté notamment par Frances Yates (1899-1981) fait des mages de la Renaissance des précurseurs de la science moderne. La tradition occulte aurait influencé aussi bien Galilée ou Newton au XVIIe siècle que Giordano Bruno ou Cornelius Agrippa au XVIe siècle.
Dans ces contextes, l'œuvre d'Agrippa peut être vue comme l'histoire d'une volte-face ou la coexistence d'une double tradition contradictoire. Pour des historiens de la fin du XXe siècle, ces deux approches partagent un même ethnocentrisme; pour s'en détacher il faudrait prendre en compte les acquis de l'anthropologie sociale montrant que les catégories distinctes de magie et de science appartiennent au monde moderne.

Jusqu'au milieu du XVIIe siècle, les universitaires discutent, et s'opposent entre eux, tout en partageant les mêmes fondamentaux de théories de la connaissance — la raison, la révélation — comme complémentaires et non pas exclusives. S'il y a un problème sur des modes incompatibles de pensée chez un savant ou un penseur de la Renaissance, « ce problème apparaît comme étant de notre époque, pas de la leur »: 

« La contradiction ne les frappait pas, ne les heurtait pas, ne posait pas devant eux d'inexorables dilemmes. Dirons-nous qu'ils s'employaient à les accorder ? On le dit (...) Concilier, mot à proscrire ici. Car la conciliation, au sens où nous l'entendons, nous, c'est encore, c'est toujours un travail logique. Ils ne conciliaient pas à vrai dire. Ils faisaient, a fort bien dit Saurat, une « synthèse de désirs ». »

## Postérité
Agrippa a inspiré bien des écrivains. François Rabelais se moque d'Agrippa dans le personnage de Herr Tripa, un astrologue du Tiers Livre (1546). Des passages du Quart Livre (1552) sont proches d'esprit du De incertitudine et vanitate scientarum (1531). Selon Lucien Febvre, Rabelais aurait pu avoir connaissance de l'édition De Occulta philosophia (Anvers 1532), mais on ne saurait en dire plus.

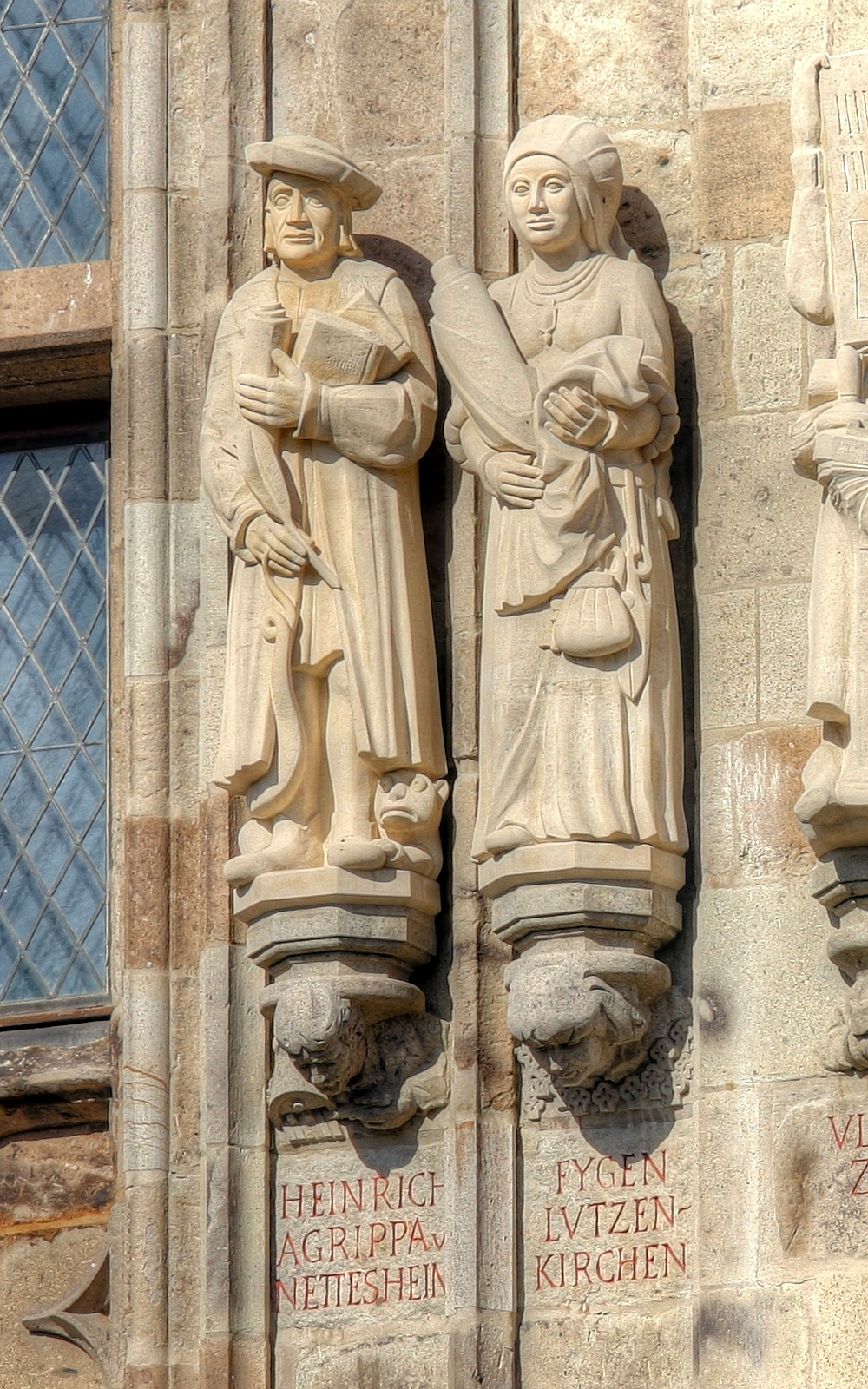
Statue d'Agrippa de Nettesheim, Hôtel de ville de Cologne, à côté d'une célébrité locale Fygen Lutzenkirchen (1450-1515) grande commerçante de la soie.

En 1550, le De scandalis de Calvin (1509-1564) dénonce « l'athéisme » d'Agrippa, de Dolet, de Rabelais et d'autres.
Dans la Tragique Histoire du docteur Faust (1588) de Marlowe, Faust déclare vouloir être l'égal d'Agrippa en nécromancie.

Lors de l'effervescence qui suivit la parution en 1614–1615 des manifestes Rose-Croix, mystérieuse fraternité de sages, qui se présentait comme fondée depuis près de deux siècles, l'anglais Robert Fludd, un de leurs principaux partisans, a soutenu l'idée qu'Agrippa en avait été membre[réf. nécessaire]. Il se référait pour appuyer ses dires à ce passage d'Agrippa : 

« Il existe aujourd'hui quelques hommes remplis de sagesse, d'une science unique, doués de grandes vertus et de grands pouvoirs. Leur vie et leurs mœurs sont intègres, leur prudence sans défaut. Par leur âge et leur force ils seraient à même de rendre de grands services dans les conseils pour la chose publique ; mais les gens de cour les méprisent, parce qu'ils sont trop différents d'eux, qui n'ont pour sagesse que l'intrigue et la malice, et dont tous les desseins procèdent de l'astuce, de la ruse qui est toute leur science, comme la perfidie leur prudence, et la superstition leur religion. »

 Cette idée reste courante dans les milieux rosicruciens, même si pour les historiens, l'ordre des Rose-Croix est une fiction littéraire du début du XVIIe siècle.
Thomas Vaughan, dans son "Ame magique cachée" (publiée dans ses Oeuvres complètes) se déclare être le disciple d'Agrippa. Il lui rend un hommage vibrant et offre des commentaires de plusieurs passages de son maître.
Gabriel Naudé (Apologie pour les grands hommes soupçonnés de magie, 1712) : « Paul Jove dit en ses Éloges qu'il mourut fort pauvre et abandonné de tout le monde dans la ville de Lyon, et que, touché par la repentance, il donna congé à un grand chien noir qui l'avait suivi tout le temps de sa vie, lui ôtant un collier plein d'images et de figures magiques. »
Agrippa est également évoqué dans le Frankenstein de Mary Shelley. Il est l'un des auteurs de référence (avec Paracelse) du jeune Viktor Frankenstein quand celui-ci entre à l'université d'Ingolstadt. Cela lui vaudra les moqueries de son professeur de philosophie Naturelle, M. Kempe.

Agrippa est évoqué par Guillaume Apollinaire dans le poème "Cortège" (Alcools, 1913) : 
« O Corneille Agrippa l'odeur d'un petit chien m'eût suffi 
Pour décrire exactement tes concitoyens de Cologne
Leurs rois-mages et la ribambelle ursuline
Qui t'inspirait l'erreur touchant toutes les femmes »
L'influence de Corneille Agrippa se lit également dans nombre de ses poèmes ésotériques (Palais, Poème lu au mariage d'André Salmon, Merlin et la vieille femme...)
Au Québec, Mario Rossignol et Jean-Pierre Sainte-Marie évoquent Henri-Corneille Agrippa dans leur série romanesque Agrippa (tome 1 Le livre noir, tome 2 Les flots du temps, tome 3 Le puits sacré, tome 4 Le Monde d'Agharta, tome 5 Le Grand Voile, tome 6 Le Plan Divin). Selon la légende, Henri Corneille Agrippa aurait écrit cinq grimoires occultes et dangereux avec son propre sang sous la dictée de « l'Opposant ». Il fut poursuivi par un inquisiteur notoire, Nicolas Savin.
L'écrivaine britannique J. K. Rowling s'est inspirée de la vie d'Agrippa pour créer un personnage de la saga Harry Potter, du nom de Cornelius Fudge.
Heinrich Cornelius Agrippa apparaît aussi dans le jeu d'horreur Amnesia: The Dark Descent. Après être entré en contact avec un orbe, celui-ci est retenu prisonnier et maintenu en vie depuis des siècles par le baron Alexandre, et demande au joueur de le sauver. Du choix d'accéder ou non à cette requête dépendra la fin du jeu.

## Famille
Henri-Corneille Agrippa de Nettesheim a contracté trois unions successives dont il a eu sept enfants :
- une première femme dont on ignore le nom, épousée à la fin 1514, décédée au printemps 1521 à Metz dont il a eu un fils né à Pavie en 1515 ;
- le 17 septembre 1521, à Genève, Jeanne Loyse Tissie, morte de la peste à Anvers le 17 août 1529[39] dont il a eu cinq fils, parmi lesquels deux qui lui ont survécu[40] :
  - Henri Corneille Agrippa, né à Lyon. Une quittance de 1572, il est qualifié « Noble Henry Corneil Agrippa de Saint-Anthoine de Viennois ». Il serait mort en 1573 et aurait été inhumé dans une chapelle de l'abbatiale de Saint-Antoine de Viennois. Il a eu une fille :
    - Une fille mariée dans la famille de Fassion, du Dauphiné, qui a succédé à Henri Corneille Agrippa dans ses fonctions dans l'abbaye.
      - Un fils mort en 1603.

  - Jean Corneille Agrippa, né à Lyon en 1525. Il est pourvu de la commanderie de Saint-Antoine d'Aubeterre en 1562, après la dévastation de la commanderie et la mort du commandeur, Jean Digion[41]. D'après une lettre datée du 12 décembre 1580, envoyée de Rome à son supérieur, l'abbé Louis de Langeac, il semble y être vicaire général pour Rome et l'Italie et supérieur du prieuré Antonin de Rome. À cette date, il est remplacé par Charles Anisson qui l'a remplacé en 1588 comme commandeur de Saint-Antoine d'Aubeterre, jusqu'en 1597. Il était peut-être mort à cette date.
- en 1535. Jean Wier, ami et biographe d'Henri-Corneille Agrippa de Nettesheim, indique qu'il a contracté un troisième mariage à Malines et qu'il a répudié sa femme peu après à Bonn[42].

## Publications
- De nobilitate et præcellentia feminei sexes (écrit en 1509 mais publié en 1529), trad. fr. en 1530 par Galliot du Pré à Paris[7], puis par Nicolas Gueudeville (1726), Discours abrégé sur la noblesse et l'excellence du sexe féminin, de sa prééminence sur l'autre sexe, et du sacrement du mariage, Paris, Côté-femmes, 1990.
- De occulta philosophia (version première en 1510, 1re  éd. 1531 en 2 livres, 2e éd. 1533 en 3 livres). Trad. fr. A. Levasseur 1727, revue par F. Gaboriau 1910. Trad. fr. Jean Servier : Les trois livres de la philosophie occulte ou magie, Paris, Berg International, 1981–1982, 3 t. :
  - T. 1 : La magie naturelle, 218 p. ;
  - t. 2 : La magie céleste, 228 p. ;
  - t. 3 : La magie cérémonielle, 248 p.
  - (Le 4° tome, Les cérémonies magiques, qui relève de la magie démoniaque, est apocryphe, il a été édité en 1565, réuni aux 3 autres en 1565, et rejeté par le disciple d'Agrippa, Jean Wier, dans Histoires, disputes et discours des illusions et impostures, 1579).
- De incertitudine et vanitate omnium scientiarum et artium (1526, 1re  éd. 1530), trad. fr. Louis Turquet de Mayerne (1582) : Sur l'incertitude, vanité et abus des sciences, Paris, J. Durand, 1630, 16-551 p. Autre trad., par Gueudeville : De l'incertitude aussi bien que de la vanité des sciences et des arts, Leyde, 1726, 3 t. Sur le trivium (grammaire, rhétorique, logique) (chap. 1–10) ; le quadrivium (arithmétique, musique, géométrie, astronomie) (chap. 11-48) ; la philosophie, la physique, la métaphysique, l'éthique, la politique (chap. 49-81) ; la médecine, le droit, la théologie (chap. 82-99) ; le Verbe de Dieu (chap. 100) ; l'incertitude des sciences (101–102). Le chap. 48 condamne le De occulta philosophia.
- Operum pars posterior. Quorum catalogum exhibibunt tibi paginae sequentes ... Huic accesserunt Epistolarum ad familiares libri septem, & Orationes decem ante hoc seorsim editae. Lugduni, per Beringos Fratres, 1600
- Correspondance. Epistularum liber, in Opera (Lyon, vers 1620), Hildesheim, Georg Olms, 1970, 2 t., t. 2 p. 593–1073. Trad. partielle : Joseph Orsier, Henri Cornélis Agrippa. Sa vie et son œuvre d'après sa correspondance (1486–1535), Chacornac, 1911, p. 51–131. : lettre à l'abbé Jean Trithème (1510) p. 57-58, et réponse p. 58-59. Autre trad. partielle : Auguste Prost, Corneille Agrippa. Sa vie et ses œuvres, 1881, 2 t. .